# 查德威克氏徵象

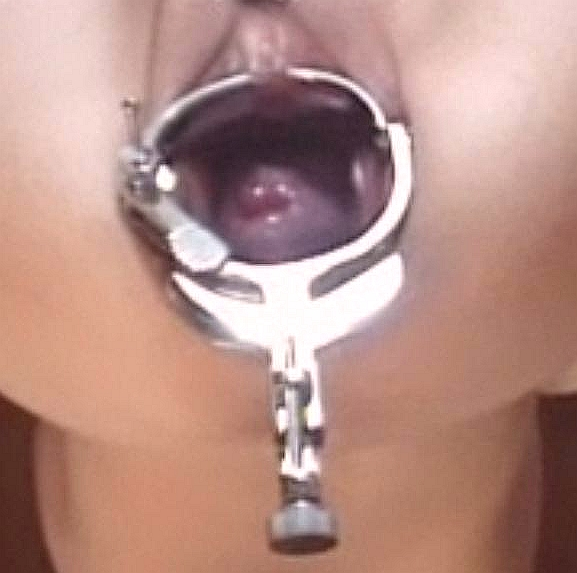
藍紫色的子宮頸

查德威克氏徵象是懷孕的早期醫學徵象之一，是指因血流量增加而產生靜脈血液滯留，使陰道、陰唇及子宮頸呈藍紫色的情形，是懷孕時孕婦的生理變化之一。最早會在孕齡八至十二週出現，是懷孕的早期醫學徵象，不過很少在孕齡七週時出現
查德威克氏徵象最早是在1836年由法國醫生艾蒂安·约瑟夫·雅克曼（Étienne Joseph Jacquemin，1796-1872）發現 ，此徵象得名自美國婦產科醫生詹姆斯·瑞德·查德威克，他在一篇論文中提及此徵象，認為雅克曼是第一個發現此徵象的人，查德威克在1886年在美國婦產科學會前讀了此論文，並在第二年出版。

## 相關資料
- 妊娠線
- 古德爾氏徵象
- 海格氏徵象
- 拉頂氏徵象